# Liste des codes IATA des aéroports/A
Liste des codes IATA des aéroports internationaux.
Le code de deux lettres qui suit la ville est la subdivision du pays (région, État…) selon la norme ISO 3166-2.
- A
- B
- C
- D
- E
- F
- G
- H
- I
- J
- K
- L
- M
- N
- O
- P
- Q
- R
- S
- T
- U
- V
- W
- X
- Y
- Z

- Haut – AA
- AB
- AC
- AD
- AE
- AF
- AG
- AH
- AI
- AJ
- AK
- AL
- AM
- AN
- AO
- AP
- AQ
- AR
- AS
- AT
- AU
- AV
- AW
- AX
- AY
- AZ

Les codes IATA sont des codes de trois lettres qui désignent les aéroports internationaux et régionaux.
Il ne faut pas confondre l'OACI (organisation internationale intergouvernementale officielle) avec l'AITA (qui désigne les codes IATA) qui est une association privée de compagnies aériennes (dont l'adhésion n'a pas de caractère obligatoire) et dont le siège social est aussi situé à Montréal.

## AA
| AITA | OACI | Aéroport                          | Lieu                                                    |
| ---- | ---- | --------------------------------- | ------------------------------------------------------- |
| AAA  | NTGA | Aérodrome d'Anaa                  | Anaa, Polynésie française, France                       |
| AAB  | YARY | Aéroport d'Arrabury               | Arrabury (en), Queensland, Australie                    |
| AAC  | HEAR | Aéroport d'El-Arich               | El-Arich, Sinaï Nord, Égypte                            |
| AAD  | HCAD | Aéroport d'Adado (en)             | Adado (en), Galguduud, Somalie                          |
| AAE  | DABB | Aéroport d'Annaba - Rabah-Bitat   | Annaba, Wilaya d'Annaba, Algérie                        |
| AAF  | KAAF | Aéroport municipal d'Apalachicola | Apalachicola, Floride, États-Unis                       |
| AAG  | SSYA | Aéroport Avelino Vieira           | Arapoti, Paraná, Brésil                                 |
| AAH  | EDKA | Aéroport d'Aachen-Merzbruck       | Aix-la-Chapelle, Rhénanie-du-Nord-Westphalie, Allemagne |
| AAI  | SWRA | Aéroport d'Arraias                | Arraias, Tocantins, Brésil                              |
| AAJ  | SMCA | Aérodrome de Cayana               | Kajana, Suriname                                        |
| AAK  | NGUK | Aérodrome d'Aranuka               | Buariki, Atoll d'Aranuka, Îles Gilbert, Kiribati        |
| AAL  | EKYT | Aéroport d'Aalborg                | Aalborg, Jutland du Nord, Danemark                      |
| AAM  | FAMD | Aéroport de Mala Mala             | Mala Mala, Mpumalanga, Afrique du Sud                   |
| AAN  | OMAL | Aéroport international d'Al-Aïn   | Al-Aïn, Abou Dabi, Émirats arabes unis                  |
| AAO  | SVAN | Aéroport d'Anaco                  | Anaco, Anzoátegui, Venezuela                            |
| AAQ  | URKA | Aéroport d'Anapa                  | Anapa, Krasnodar, Russie                                |
| AAR  | EKAH | Aéroport d'Aarhus                 | Aarhus, Jutland central, Danemark                       |
| AAS  | ---  | Aéroport d'Apalapsili (en)        | Apalapsili, Nouvelle-Guinée, Indonésie                  |
| AAT  | ZWAT | Aéroport d'Altay                  | Altay, Xinjiang, Chine                                  |
| AAU  | NSAU | Aéroport d'Asau (en)              | Asau, Savai'i, Samoa                                    |
| AAV  | RPMA | Aéroport d'Allah Valley (en)      | Allah Valley (en), Mindanao, Philippines                |
| AAX  | SBAX | Aéroport d'Araxá                  | Araxá, Minas Gerais, Brésil                             |
| AAY  | OYGD | Aéroport Al Ghaydah               | Al Ghaydah, Mahra, Yémen                                |
| AAZ  | MGQZ | Aéroport de Quetzaltenango        | Quetzaltenango, Quetzaltenango, Guatemala               |

## AB
| AITA | OACI | Aéroport                                      | Lieu                                                      |
| ---- | ---- | --------------------------------------------- | --------------------------------------------------------- |
| ABA  | UNAA | Aéroport international d'Abakan               | Abakan, Khakassie, Russie                                 |
| ABB  | DNAS | Aéroport international d'Asaba                | Asaba, Delta, Nigeria                                     |
| ABC  | LEAB | Base aérienne de Los Llanos                   | Albacete, Castille-La Manche, Espagne                     |
| ABD  | OIAA | Aéroport d'Abadan                             | Abadan, Khouzistan, Iran                                  |
| ABE  | KABE | Aéroport d'Allentown-Bethlehem-Easton         | Allentown, Pennsylvanie, États-Unis                       |
| ABF  | NGAB | Aérodrome d'Abaiang                           | Abaiang, Îles Gilbert, Kiribati                           |
| ABG  | YABI | Aéroport d'Abingdon (en)                      | Abingdon Downs (en), Queensland, Australie                |
| ABH  | YAPH | Aéroport d'Alpha                              | Alpha, Queensland, Australie                              |
| ABI  | KABI | Aéroport régional d'Abilene                   | Abilene, Texas, États-Unis                                |
| ABJ  | DIAP | Aéroport international Félix-Houphouët-Boigny | Abidjan, Côte d'Ivoire                                    |
| ABK  | HAKD | Aéroport de Kebri Dahar                       | Kebri Dahar, Région Somali, Éthiopie                      |
| ABL  | PAFM | Aéroport d'Ambler                             | Ambler, Alaska, États-Unis                                |
| ABM  | YNPE | Aéroport de Bamaga (en)                       | Bamaga (en), Péninsule du cap York, Queensland, Australie |
| ABN  | SMBN | Aérodrome d'Albina                            | Albina, Marowijne, Suriname                               |
| ABO  | DIAO | Aéroport d'Aboisso                            | Aboisso, Comoé, Côte d'Ivoire                             |
| ABP  | ---  | Aéroport d'Atkamba (en)                       | Atkamba, Province de l'Ouest, Papouasie-Nouvelle-Guinée   |
| ABQ  | KABQ | Aéroport international d'Albuquerque          | Albuquerque, Nouveau-Mexique, États-Unis                  |
| ABR  | KABR | Aéroport régional d'Aberdeen                  | Aberdeen, Dakota du Sud, États-Unis                       |
| ABS  | HEBL | Aéroport d'Abou Simbel                        | Abou Simbel, Assouan, Égypte                              |
| ABT  | OEBA | Aéroport d'Al Bahah                           | Al Bahah, Province d'Al Bahah, Arabie saoudite            |
| ABU  | WATA | Aéroport Haliwen (en)                         | Atambua, Petites îles de la Sonde orientales, Indonésie   |
| ABV  | DNAA | Aéroport international Nnamdi Azikiwe         | Abuja, Territoire de la capitale fédérale, Nigeria        |
| ABW  | ---  | Aéroport d'Abau                               | Abau, Sandaun, Papouasie-Nouvelle-Guinée                  |
| ABX  | YMAY | Aéroport d'Albury                             | Albury, Nouvelle-Galles du Sud, Australie                 |
| ABY  | KABY | Aéroport d'Albany                             | Albany, Géorgie, États-Unis                               |
| ABZ  | EGPD | Aéroport d'Aberdeen                           | Aberdeen, Écosse, Royaume-Uni                             |

## AC
| AITA | OACI | Aéroport                                       | Lieu                                                               |
| ---- | ---- | ---------------------------------------------- | ------------------------------------------------------------------ |
| ACA  | MMAA | Aéroport international général Juan N. Álvarez | Acapulco, Guerrero, Mexique                                        |
| ACB  | KACB | Aérodrome du comté d'Antrim                    | Bellaire, Michigan, États-Unis                                     |
| ACC  | DGAA | Aéroport international de Kotoka               | Accra, Grand Accra, Ghana                                          |
| ACD  | SKAD | Aéroport Alcides-Fernández                     | Acandí, Chocó, Colombie                                            |
| ACE  | GCRR | Aéroport de Lanzarote                          | Lanzarote, Îles Canaries, Espagne                                  |
| ACH  | LSZR | Aéroport international Saint-Gall-Altenrhein   | Altenrhein, Saint-Gall, Suisse                                     |
| ACI  | EGJA | Aéroport d'Aurigny                             | Aurigny, Bailliage de Guernesey, Îles Anglo-Normandes, Royaume-Uni |
| ACJ  | VCCA | Aéroport d'Anurâdhapura (en)                   | Anurâdhapura, Centre-Nord, Sri Lanka                               |
| ACK  | KACK | Aéroport de Nantucket Memorial (en)            | Nantucket, Massachusetts, États-Unis                               |
| ACL  | ---  | Aéroport d'Aguaclara (en)                      | Aguaclara, Colombie                                                |
| ACM  | ---  | Aéroport d'Arica                               | Puerto Arica, Amazonas, Colombie                                   |
| ACN  | MMCC | Aéroport international de Ciudad Acuña         | Ciudad Acuña, Coahuila, Mexique                                    |
| ACP  | OITM | Aéroport Sahand (en)                           | Maragha, Azerbaïdjan oriental, Iran                                |
| ACR  | SKAC | Aéroport d'Araracuara                          | Araracuara, Caquetá, Colombie                                      |
| ACS  | UNKS | Aéroport d'Atchinsk (en)                       | Atchinsk, Krasnoïarsk, Russie                                      |
| ACT  | KACT | Aéroport régional de Waco                      | Waco, Texas, États-Unis                                            |
| ACU  | ---  | Aéroport d'Achutupo (en)                       | Achutupu, Guna Yala, Panama                                        |
| ACV  | KACV | Aéroport d'Arcata-Eureka                       | McKinleyville, Californie, États-Unis                              |
| ACX  | ZUYI | Aéroport de Xingyi (en)                        | Xingyi, Guizhou, Chine                                             |
| ACY  | KACY | Aéroport international d'Atlantic City         | Atlantic City, New Jersey, États-Unis                              |
| ACZ  | OIZB | Aéroport de Zabol (en)                         | Zabol, Sistan-et-Baloutchistan, Iran                               |

## AD
| AITA | OACI | Aéroport                                     | Lieu                                                                        |
| ---- | ---- | -------------------------------------------- | --------------------------------------------------------------------------- |
| ADA  | LTAF | Aéroport international d'Adana-Sakirpasa     | Adana, Province d'Adana, Turquie                                            |
| ADB  | LTBJ | Aéroport Adnan-Menderes                      | Izmir, İzmir, Turquie                                                       |
| ADC  | AYAN | Aéroport d'Andakombe (en)                    | Andakombe, Papouasie-Nouvelle-Guinée                                        |
| ADD  | HAAB | Aéroport international de Bole               | Addis-Abeba, Éthiopie                                                       |
| ADE  | OYAA | Aéroport d'Aden                              | Aden, Gouvernorat d'Aden, Yémen                                             |
| ADF  | LTCP | Aéroport d'Adıyaman (en)                     | Adıyaman, Province d'Adıyaman, Turquie                                      |
| ADG  | KADG | Aéroport du comté de Lenawee                 | Adrian, Michigan, États-Unis                                                |
| ADH  | UEEA | Aéroport d'Aldan                             | Aldan, République de Sakha, Russie                                          |
| ADI  | FYAR | Aéroport d'Arandis (en)                      | Arandis, Erongo, Namibie                                                    |
| ADJ  | OJAM | Aéroport civil d'Amman                       | Amman, Gouvernorat d'Amman, Jordanie                                        |
| ADK  | PADK | Aéroport d'Adak (en)                         | Adak, Îles Andreanof, Alaska, États-Unis                                    |
| ADL  | YPAD | Aéroport international d'Adélaïde            | Adélaïde, Australie-Méridionale, Australie                                  |
| ADM  | KADM | Aéroport municipal d'Ardmore                 | Ardmore, Oklahoma, États-Unis                                               |
| ADN  | SKAN | Aéroport d'Andes                             | Andes, Antioquia, Colombie                                                  |
| ADO  | YAMK | Aéroport d'Andamooka (en)                    | Andamooka, Australie-Méridionale, Australie                                 |
| ADP  | VCCG | Aéroport d'Ampara (en)                       | Ampara, Province de l'Est, Sri Lanka                                        |
| ADQ  | PADQ | Aéroport de Kodiak                           | Kodiak, Alaska, États-Unis                                                  |
| ADR  | KPHH | Aéroport Robert-F.-Swinnie (en)              | Andrews, Caroline du Sud, États-Unis                                        |
| ADS  | KADS | Aéroport d'Addison                           | Addison, Texas, États-Unis                                                  |
| ADT  | KADH | Aéroport municipal d'Ada                     | Ada, Oklahoma, États-Unis                                                   |
| ADU  | OITL | Aéroport d'Ardabil (en)                      | Ardabil, Province d'Ardabil, Iran                                           |
| ADV  | ---  | Aéroport d'Ed Daein (en)                     | Ed Daein, Darfour-Oriental, Soudan                                          |
| ADW  | KADW | Andrews Air Force Base                       | Comté du Prince George, Maryland, États-Unis                                |
| ADX  | EGQL | RAF Leuchars                                 | Saint Andrews, Fife, Écosse, Royaume-Uni                                    |
| ADY  | FAAL | Aéroport d'Alldays (en)                      | Alldays (en), Limpoto, Afrique du Sud                                       |
| ADZ  | SKSP | Aéroport international Gustavo Rojas Pinilla | San Andrés, Archipel de San Andrés, Providencia et Santa Catalina, Colombie |

## AE
| AITA | OACI | Aéroport                            | Lieu                                         |
| ---- | ---- | ----------------------------------- | -------------------------------------------- |
| AEA  | NGTB | Aéroport d'Abemama (en)             | Abemama, Îles Gilbert, Kiribati              |
| AEB  | ZGBS | Aéroport de Baise Bama              | Baise, Guangxi, Chine                        |
| AEE  | ---  | Aéroport d'Adareil                  | Adareil, Soudan du Sud                       |
| AEG  | WIME | Aéroport d'Aek Godang (en)          | Padangsidempuan, Sumatra du Nord, Indonésie  |
| AEH  | FTTC | Aérodrome d'Abéché                  | Abéché, Ouaddaï, Tchad                       |
| AEK  | AYAX | Aéroport d'Aseki                    | Aseki, Papouasie-Nouvelle-Guinée             |
| AEL  | KAEL | Aéroport municipal d'Albert Lea     | Albert Lea, Minnesota, États-Unis            |
| AEM  | UHTG | Aéroport d'Amgu                     | Amgu, Primorié, Russie                       |
| AEO  | GQNA | Aéroport d'Aïoun El Atrouss (en)    | Aïoun El Atrouss, Hodh El Gharbi, Mauritanie |
| AEP  | SABE | Aéroport Jorge-Newbery              | Buenos Aires, Argentine                      |
| AER  | URSS | Aéroport international de Sotchi    | Sotchi, Krasnodar, Russie                    |
| AES  | ENAL | Aéroport d'Ålesund                  | Ålesund, Møre og Romsdal, Norvège            |
| AET  | PFAL | Aérodrome d'Allakaket (en)          | Allakaket, Alaska, États-Unis                |
| AEU  | OIBA | Aéroport d'Abu Moussa (en)          | Abu Moussa, Hormozgan, Iran                  |
| AEX  | KAEX | Aéroport international d'Alexandria | Alexandria, Louisiane, États-Unis            |
| AEY  | BIAR | Aéroport d'Akureyri                 | Akureyri, Norðurland eystra, Islande         |

## AF
| AITA | OACI | Aéroport                               | Lieu                                               |
| ---- | ---- | -------------------------------------- | -------------------------------------------------- |
| AFA  | SAMR | Aéroport de San Rafael (en)            | San Rafael, Mendoza, Argentine                     |
| AFD  | FAPA | Aéroport de Port Alfred (en)           | Port Alfred, Cap-Oriental, Afrique du Sud          |
| AFF  | KAFF | United States Air Force Academy        | Colorado Springs, Colorado, États-Unis             |
| AFI  | SKAM | Aéroport d'Amalfi (en)                 | Amalfi, Antioquia, Colombie                        |
| AFK  | ---  | Hydroaéroport de Kondavattavan Tank    | Ampara, Province de l'Est, Sri Lanka               |
| AFL  | SBAT | Aéroport d'Alta Floresta               | Alta Floresta, Mato Grosso, Brésil                 |
| AFN  | KAFN | Aérodrome de Jaffrey-Silver Ranch (en) | Jaffrey, New Hampshire, États-Unis                 |
| AFO  | KAFO | Aérodrome municipal d'Afton (en)       | Afton, Wyoming, États-Unis                         |
| AFR  | AYAF | Aéroport d'Afore                       | Afore, Province nord, Papouasie-Nouvelle-Guinée    |
| AFS  | UTSN | Aéroport de Zeravchan (en)             | Zeravchan, Navoï, Ouzbékistan                      |
| AFT  | AGAF | Aéroport d'Afutara (en)                | Afutara, Malaita, Îles Salomon                     |
| AFW  | KAFW | Aéroport de Fort Worth-Alliance (en)   | Fort Worth, Texas, États-Unis                      |
| AFY  | LTAH | Aéroport Afyon (en)                    | Afyonkarahisar, Province d'Afyonkarahisar, Turquie |
| AFZ  | OIMS | Aéroport de Sabzevar (en)              | Sabzevar, Khorasan-e Razavi, Iran                  |

## AG
| AITA | OACI | Aéroport                                | Lieu                                                         |
| ---- | ---- | --------------------------------------- | ------------------------------------------------------------ |
| AGA  | GMAD | Aéroport d'Agadir-Al Massira            | Agadir, Souss-Massa, Maroc                                   |
| AGB  | EDMA | Aéroport d'Augsbourg (en)               | Augsbourg, Bavière, Allemagne                                |
| AGC  | KAGC | Aéroport du comté d'Allegheny (en)      | West Mifflin, Pennsylvanie, États-Unis                       |
| AGD  | WASG | Aéroport d'Anggi (en)                   | Anggi, Papouasie, Indonésie                                  |
| AGE  | EDWG | Aérodrome de Wangerooge (en)            | Wangerooge, Basse-Saxe, Allemagne                            |
| AGF  | LFBA | Aéroport Agen-La Garenne                | Agen, Nouvelle-Aquitaine, France                             |
| AGG  | ---  | Aéroport d'Angoram                      | Angoram (en), Sepik oriental, Papouasie-Nouvelle-Guinée      |
| AGH  | ESTA | Aéroport d'Ängelholm–Helsingborg        | Ängelholm, Scanie, Suède                                     |
| AGI  | SMWA | Aérodrome de Wageningen (en)            | Wageningen, Nickerie, Suriname                               |
| AGJ  | RORA | Aéroport d'Aguni (en)                   | Aguni, Okinawa, Japon                                        |
| AGK  | ---  | Aéroport de Kagua                       | Kagua, Hautes-Terres méridionales, Papouasie-Nouvelle-Guinée |
| AGL  | AYWG | Aéroport de Wanigela (en)               | Wanigela (en), Province nord, Papouasie-Nouvelle-Guinée      |
| AGN  | PAGN | Hydroaéroport d'Angoon (en)             | Angoon, Alaska, États-Unis                                   |
| AGO  | KAGO | Aéroport municipal de Magnolia (en)     | Magnolia, Arkansas, États-Unis                               |
| AGP  | LEMG | Aéroport de Malaga-Costa del Sol        | Malaga, Andalousie, Espagne                                  |
| AGQ  | LGAG | Aéroport d'Agrínio (en)                 | Agrínio, Grèce-Occidentale, Grèce                            |
| AGR  | VIAG | Aéroport d'Agra                         | Agra, Uttar Pradesh, Inde                                    |
| AGS  | KAGS | Aéroport régional d'Augusta (en)        | Augusta, Géorgie, États-Unis                                 |
| AGT  | SGES | Aéroport international Guaraní          | Ciudad del Este, Alto Paraná, Paraguay                       |
| AGU  | MMAS | Aéroport international d'Aguascalientes | Aguascalientes, État d'Aguascalientes, Mexique               |
| AGV  | SVAC | Aéroport Oswaldo Guevara Mujica (en)    | Acarigua, Portuguesa, Venezuela                              |
| AGW  | ---  | Aéroport d'Agnew (en)                   | Agnew, Queensland, Australie                                 |
| AGX  | VOAT | Aéroport d'Agatti (en)                  | Ìle d'Agatti (en), Lakshadweep, Inde                         |
| AGZ  | FAAG | Aéroport d'Aggeneys                     | Aggeneys, Cap-Nord, Afrique du Sud                           |

## AH
| AITA | OACI | Aéroport                                   | Lieu                                               |
| ---- | ---- | ------------------------------------------ | -------------------------------------------------- |
| AHB  | OEAB | Aéroport régional d'Abha                   | Abha, Asir, Arabie saoudite                        |
| AHC  | KAHC | Aérodrome militaire Amedee (en)            | Sierra Army Depot, Herlong, Californie, États-Unis |
| AHD  | ---  | Aéroport d'Ardmore-Downtown Executive (en) | Ardmore, Oklahoma, États-Unis                      |
| AHE  | NTHE | Aérodrome d'Ahe                            | Ahe, Polynésie française, France                   |
| AHF  | ---  | Aéroport municipal d'Arapahoe (en)         | Arapahoe, Nebraska, États-Unis                     |
| AHH  | KAHH | Aéroport municipal d'Amery (en)            | Amery, Wisconsin, États-Unis                       |
| AHI  | WAPA | Aéroport d'Amahai (en)                     | Amahai (en), Moluques, Indonésie                   |
| AHJ  | ZUHY | Aérodrome d'Hongyuan (en)                  | Xian de Hongyuan, Sichuan, Chine                   |
| AHL  | SYAH | Aéroport d'Aishalton (en)                  | Aishalton (en), Haut-Takutu-Haut-Essequibo, Guyana |
| AHM  | ---  | Aéroport municipal d'Ashland (en)          | Ashland, Oregon, États-Unis                        |
| AHN  | KAHN | Aéroport d'Athens-Ben Epps (en)            | Athens, Géorgie, États-Unis                        |
| AHO  | LIEA | Aéroport d'Alghero-Fertilia                | Alghero, Sardaigne, Italie                         |
| AHS  | MHAH | Aéroport d'Ahuas (en)                      | Ahuas, Gracias a Dios, Honduras                    |
| AHU  | GMTA | Aéroport Al Hoceima - Cherif-Al-Idrissi    | Al Hoceïma, Tanger-Tétouan-Al Hoceïma, Maroc       |
| AHW  | ---  | Aéroport de Saih Rawl                      | Saih Rawl, Oman                                    |
| AHY  | ---  | Aéroport d'Ambatolahy                      | Ambatolahy, Menabe, Madagascar                     |
| AHZ  | LFHU | Altiport de l'Alpe d'Huez                  | Alpe d'Huez, Auvergne-Rhône-Alpes, France          |

## AI
| AITA | OACI | Aéroport                           | Lieu                                                   |
| ---- | ---- | ---------------------------------- | ------------------------------------------------------ |
| AIA  | KAIA | Aéroport municipal d'Alliance (en) | Alliance, Nebraska, États-Unis                         |
| AIC  | ---  | Aéroport d'Airok Ailinglaplap      | Airok, Ailinglaplap, Îles Marshall                     |
| AID  | KAID | Aéroport municipal d'Anderson (en) | Anderson, Indiana, États-Unis                          |
| AIE  | AYAO | Aéroport d'Aiome (en)              | Aiome, Madang, Papouasie-Nouvelle-Guinée               |
| AIF  | SNAX | Aéroport d'Assis                   | Assis, São Paulo, Brésil                               |
| AIG  | FEFY | Aéroport de Yalinga (en)           | Yalinga, Haute-Kotto, République centrafricaine        |
| AIH  | AYAK | Aéroport d'Aiambak (en)            | Aiambak, Province de l'Ouest Papouasie-Nouvelle-Guinée |
| AII  | HDAS | Aéroport d'Ali Sabieh              | Ali Sabieh, Région d'Ali Sabieh, Djibouti              |
| AIK  | KAIK | Aéroport municipal d'Aiken (en)    | Aiken, Caroline du Sud, États-Unis                     |
| AIL  | ---  | Aéroport d'Ailigandí (en)          | Ailigandí, Guna Yala, Panama                           |
| AIM  | ---  | Aéroport d'Ailuk (en)              | Ailuk, Îles Marshall                                   |
| AIN  | PAWI | Aéroport de Wainwright (en)        | Wainwright, Alaska, États-Unis                         |
| AIO  | KAIO | Aéroport municipal d'Atlantic (en) | Atlantic, Iowa, États-Unis                             |
| AIP  | VIAX | Aéroport d'Adampur                 | Adampur, Pendjab, Inde                                 |
| AIR  | SSOU | Aéroport d'Aripuanã                | Aripuanã, Mato Grosso, Brésil                          |
| AIS  | NGTR | Aérodrome d'Arorae                 | Arorae, Îles Gilbert, Kiribati                         |
| AIT  | NCAI | Aéroport d'Aitutaki (en)           | Aitutaki, Îles Cook du Sud, Îles Cook                  |
| AIU  | NCAT | Aéroport d'Atiu (en)               | Atiu, Îles Cook du Sud, Îles Cook                      |
| AIV  | KAIV | Aéroport George Downer (en)        | Aliceville, Alabama, États-Unis                        |
| AIW  | ---  | Aéroport d'Ai-Ais                  | Ai-Ais (en), ǁKaras, Namibie                           |
| AIZ  | KAIZ | Aéroport Lee C. Fine Memorial (en) | Lake Ozark, Missouri, États-Unis                       |

## AJ
| AITA | OACI | Aéroport                              | Lieu                                     |
| ---- | ---- | ------------------------------------- | ---------------------------------------- |
| AJA  | LFKJ | Aéroport d'Ajaccio-Napoléon-Bonaparte | Ajaccio, Corse, France                   |
| AJF  | OESK | Aéroport d'Al-Jawf                    | Sakaka, Al Jawf, Arabie saoudite         |
| AJI  | LTCO | Aéroport d'Ağrı (en)                  | Ağrı, Province d'Ağrı, Turquie           |
| AJJ  | GQNJ | Aéroport d'Akjoujt (en)               | Akjoujt, Inchiri, Mauritanie             |
| AJK  | OIHR | Aéroport international d'Arak         | Arak, Markazi, Iran                      |
| AJL  | VELP | Aéroport Lengpui                      | Aizawl (Lengpui), Mizoram, Inde          |
| AJN  | FMCV | Aérodrome d'Anjouan-Ouani             | Ouani, Anjouan, Comores                  |
| AJR  | ESNX | Aérodrome d'Arvidsjaur                | Arvidsjaur, Norrbotten, Suède            |
| AJS  | ---  | Aérodrome de Punta Abreojos (en)      | Mulegé, Basse-Californie du Sud, Mexique |
| AJU  | SBAR | Aéroport Santa Maria (en)             | Aracaju, Sergipe, Brésil                 |
| AJY  | DRZA | Aéroport international Mano Dayak     | Agadez, Région d'Agadez, Niger           |

## AK
| AITA | OACI | Aéroport                               | Lieu                                          |
| ---- | ---- | -------------------------------------- | --------------------------------------------- |
| AKA  | ZLAK | Aéroport d'Ankang-Wulipu (en)          | Ankang, Shaanxi, Chine                        |
| AKB  | PAAK | Aéroport d'Atka (en)                   | Atka, Alaska, États-Unis                      |
| AKC  | KAKR | Aéroport d'Akron-Fulton (en)           | Akron, Ohio, États-Unis                       |
| AKD  | VAAK | Aéroport d'Akola (en)                  | Akola, Maharashtra, Inde                      |
| AKE  | FOGA | Aéroport d'Akiéni                      | Akiéni, Haut-Ogooué, Gabon                    |
| AKF  | HLKF | Aéroport de Koufra                     | Koufra, Al-Koufrah, Libye                     |
| AKG  | AYGU | Aéroport d'Anguganak                   | Anguganak, Sandaun, Papouasie-Nouvelle-Guinée |
| AKH  | OEPS | Base aérienne Prince Sultan            | Al Khardj, Riyad, Arabie saoudite             |
| AKI  | PFAK | Aéroport d'Akiak (en)                  | Akiak, Alaska, États-Unis                     |
| AKJ  | RJEC | Aéroport d'Asahikawa (en)              | Asahikawa, Hokkaidō, Japon                    |
| AKK  | PAKH | Aéroport d'Akhiok (en)                 | Akhiok, Alaska, États-Unis                    |
| AKL  | NZAA | Aéroport d'Auckland                    | Auckland, Région d'Auckland, Nouvelle-Zélande |
| AKM  | ---  | Aéroport de Zakouma                    | Parc national de Zakouma, Tchad               |
| AKN  | PAKN | Aéroport de King Salmon (en)           | King Salmon, Alaska, États-Unis               |
| AKO  | KAKO | Aéroport régional Colorado Plains (en) | Akron, Colorado, États-Unis                   |
| AKP  | PAKP | Aéroport d'Anaktuvuk Pass (en)         | Anaktuvuk Pass, Alaska, États-Unis            |
| AKQ  | WIAG | Base aérienne Prince M. Bunyamin       | Astra Ksetra, Lampung, Indonésie              |
| AKR  | DNAK | Aéroport d'Akure (en)                  | Akure, Ondo, Nigeria                          |
| AKS  | AGGA | Aéroport d'Auki-Gwaunaruu (en)         | Auki, Malaita, Îles Salomon                   |
| AKT  | LCRA | RAF Akrotiri                           | Akrotiri et Dhekelia, Chypre                  |
| AKU  | ZWAK | Aéroport d'Aksou (en)                  | Aksou, Xinjiang, Chine                        |
| AKV  | CYKO | Aéroport d'Akulivik                    | Akulivik, Québec, Canada                      |
| AKW  | OIAG | Aéroport d'Aghadjari (en)              | Aghadjari, Khouzistan, Iran                   |
| AKX  | UATT | Aéroport international d'Aktioubé      | Aktioubé, Oblys d'Aqtöbe, Kazakhstan          |
| AKY  | VYSW | Aéroport de Sittwe (en)                | Sittwe, Arakan, Birmanie                      |

## AL
| AITA | OACI | Aéroport                                        | Lieu                                         |
| ---- | ---- | ----------------------------------------------- | -------------------------------------------- |
| ALA  | UAAA | Aéroport international d'Almaty                 | Almaty, Oblys d'Almaty, Kazakhstan           |
| ALB  | KALB | Aéroport international d'Albany                 | Albany, New York, États-Unis                 |
| ALC  | LEAL | Aéroport d'Alicante-Elche                       | Alicante, Valence, Espagne                   |
| ALD  | SPAR | Aéroport d'Alerta (en)                          | Alerta, Madre de Dios, Pérou                 |
| ALE  | ---  | Aéroport municipal d'Alpine-Casparis (en)       | Alpine, Texas, États-Unis                    |
| ALF  | ENAT | Aéroport d'Alta                                 | Alta, Finnmark, Norvège                      |
| ALG  | DAAG | Aéroport d'Alger - Houari Boumédiène            | Alger, Wilaya d'Alger, Algérie               |
| ALH  | YABA | Aéroport d'Albany (Australie-Occidentale) (en)  | Albany, Australie-Occidentale, Australie     |
| ALI  | KALI | Aéroport international d'Alice (en)             | Alice, Texas, États-Unis                     |
| ALJ  | FAAB | Aéroport d'Alexander Bay (en)                   | Alexander Bay, Cap-Nord, Afrique du Sud      |
| ALK  | ---  | Aéroport d'Assella                              | Assella, Oromia, Éthiopie                    |
| ALL  | LIMG | Aéroport d'Albenga                              | Albenga, Ligurie, Italie                     |
| ALM  | KALM | Aéroport régional d'Alamogordo-White Sands (en) | Alamogordo, Nouveau-Mexique, États-Unis      |
| ALN  | KALN | Aéroport régional St. Louis (en)                | Alton, Illinois, États-Unis                  |
| ALO  | KALO | Aéroport régional de Waterloo (en)              | Waterloo, Iowa, États-Unis                   |
| ALP  | OSAP | Aéroport international d'Alep                   | Alep, Gouvernorat d'Alep, Syrie              |
| ALQ  | SSLT | Aéroport d'Alegrete                             | Alegrete, Rio Grande do Sul, Brésil          |
| ALR  | NZLX | Aérodrome d'Alexandra (en)                      | Alexandra, Otago, Nouvelle-Zélande           |
| ALS  | KALS | Aéroport régional San Luis Valley (en)          | Alamosa, Colorado, États-Unis                |
| ALT  | ---  | Aéroport d'Alenquer                             | Alenquer, Pará, Brésil                       |
| ALU  | HCMA | Aéroport de Calula (en)                         | Calula, Pount, Somalie                       |
| ALW  | KALW | Aéroport régional de Walla Walla (en)           | Walla Walla, État de Washington, États-Unis  |
| ALX  | KALX | Aérodrome Thomas C. Russell (en)                | Alexander City, Alabama, États-Unis          |
| ALY  | HEAX | Aéroport El Nouzha                              | Alexandrie, Gouvernorat d'Alexandrie, Égypte |
| ALZ  | ---  | Hydroaéroport d'Alitak (en)                     | Alitak, Alaska, États-Unis                   |

## AM
| AITA | OACI | Aéroport                                            | Lieu                                                                     |
| ---- | ---- | --------------------------------------------------- | ------------------------------------------------------------------------ |
| AMA  | KAMA | Aéroport international d'Amarillo-Rick Husband (en) | Amarillo, Texas, États-Unis                                              |
| AMB  | FMNE | Aéroport d'Ambilobe                                 | Ambilobe, Diana, Madagascar                                              |
| AMC  | FTTN | Aéroport d'Am Timan                                 | Am Timan, Salamat, Tchad                                                 |
| AMD  | VAAH | Aéroport international Sardar Vallabhbhai Patel     | Ahmedabad, Gujarat, Inde                                                 |
| AME  | ---  | Aéroport d'Alto Molocue                             | District d'Alto Molocue, Zambézie, Mozambique                            |
| AMF  | AYAA | Aéroport d'Ama                                      | Ama, Sepik oriental, Papouasie-Nouvelle-Guinée                           |
| AMG  | ---  | Aéroport d'Amboin                                   | Amboin, Sepik oriental, Papouasie-Nouvelle-Guinée                        |
| AMH  | HAAM | Aéroport d'Arba Minch                               | Arba Minch, Région des nations, nationalités et peuples du Sud, Éthiopie |
| AMI  | WADA | Aéroport Selaparang (en)                            | Mataram, Petites îles de la Sonde occidentales, Indonésie                |
| AMJ  | SNAR | Aéroport d'Almenara                                 | Almenara, Minas Gerais, Brésil                                           |
| AMK  | ---  | Aérodrome Animas (en)                               | Durango, Colorado, États-Unis                                            |
| AML  | ---  | Aéroport de Puerto Armuelles                        | Puerto Armuelles, Chiriquí, Panama                                       |
| AMM  | OJAI | Aéroport international Reine-Alia                   | Amman, Gouvernorat d'Amman, Jordanie                                     |
| AMN  | KAMN | Aéroport Gratiot Community (en)                     | Alma, Michigan, États-Unis                                               |
| AMO  | FTTU | Aéroport de Mao (en)                                | Mao, Kanem, Tchad                                                        |
| AMP  | FMSY | Aéroport d'Ampanihy (en)                            | Ampanihy, Atsimo-Andrefana, Madagascar                                   |
| AMQ  | WAPP | Aéroport Pattimura                                  | Ambon, Moluques, Indonésie                                               |
| AMS  | EHAM | Aéroport d'Amsterdam-Schiphol                       | Amsterdam, Hollande-Septentrionale, Pays-Bas                             |
| AMT  | YAMT | Aéroport d'Amata                                    | Amata, Australie-Méridionale, Australie                                  |
| AMU  | AYAM | Aéroport d'Amanab                                   | Amanab, Sandaun, Papouasie-Nouvelle-Guinée                               |
| AMV  | ULDD | Aéroport d'Amderma (en)                             | Amderma, Nénétsie, Russie                                                |
| AMW  | KAMW | Aéroport municipal d'Ames (en)                      | Ames, Iowa, États-Unis                                                   |
| AMX  | ---  | Aéroport d'Ammaroo                                  | Ammaroo, Territoire du Nord, Australie                                   |
| AMY  | FMMB | Aéroport d'Ambatomainty                             | Ambatomainty, Melaky, Madagascar                                         |
| AMZ  | NZAR | Aéroport d'Ardmore (en)                             | Ardmore, Auckland, Nouvelle-Zélande                                      |

## AN
| AITA | OACI | Aéroport                                       | Lieu                                            |
| ---- | ---- | ---------------------------------------------- | ----------------------------------------------- |
| ANA  | ---  | Aérodrome d'Angama Mara (sv)                   | Réserve nationale du Masai Mara, Narok, Kenya   |
| ANB  | KANB | Aéroport régional d'Anniston (en)              | Anniston, Alabama, États-Unis                   |
| ANC  | PANC | Aéroport international d'Anchorage Ted-Stevens | Anchorage, Alaska, États-Unis                   |
| AND  | KAND | Aéroport régional d'Anderson (en)              | Anderson, Caroline du Sud, États-Unis           |
| ANE  | LFJR | Aéroport d'Angers-Loire                        | Angers, Pays de la Loire, France                |
| ANF  | SCFA | Aéroport d'Antofagasta                         | Antofagasta, Région d'Antofagasta, Chili        |
| ANG  | LFBU | Aéroport international Angoulême-Cognac        | Angoulême, Nouvelle-Aquitaine, France           |
| ANI  | PANI | Aéroport d'Aniak (en)                          | Aniak, Alaska, États-Unis                       |
| ANJ  | FCBZ | Aéroport de Zanaga (en)                        | Zanaga, Lékoumou, République du Congo           |
| ANK  | LTAD | Base aérienne Etimesgut (en)                   | Ankara, Province d'Ankara, Turquie              |
| ANL  | ---  | Aéroport d'Andulo (en)                         | Andulo (en), Bié, Angola                        |
| ANM  | FMNH | Aéroport d'Antsirabato                         | Antalaha, Sava, Madagascar                      |
| ANN  | PANT | Aéroport de l'île Annette (en)                 | Île Annette, Alaska, États-Unis                 |
| ANO  | FQAG | Aéroport d'Angoche (en)                        | Angoche, Nampula, Mozambique                    |
| ANP  | KANP | Aéroport Lee (en)                              | Annapolis, Maryland, États-Unis                 |
| ANQ  | KANQ | Aéroport Tri-State Steuben County (en)         | Angola, Indiana, États-Unis                     |
| ANR  | EBAW | Aéroport d'Anvers                              | Anvers, Province d'Anvers, Belgique             |
| ANS  | SPHY | Aéroport d'Andahuaylas (en)                    | Andahuaylas, Apurímac, Pérou                    |
| ANU  | TAPA | Aéroport international V. C. Bird              | Saint John's, Île d'Antigua, Antigua-et-Barbuda |
| ANV  | PANV | Aéroport d'Anvik (en)                          | Anvik, Alaska, États-Unis                       |
| ANW  | KANW | Aéroport régional d'Ainsworth (en)             | Ainsworth, Nebraska, États-Unis                 |
| ANX  | ENAN | Aéroport Andøya (en)                           | Andenes, Nordland, Norvège                      |
| ANY  | KANY | Aéroport municipal d'Anthony (en)              | Anthony, Kansas, États-Unis                     |
| ANZ  | ---  | Aéroport d'Angus Downs (ceb)                   | Angus Downs, Territoire du Nord, Australie      |

## AO
| AITA | OACI | Aéroport                                              | Lieu                                                       |
| ---- | ---- | ----------------------------------------------------- | ---------------------------------------------------------- |
| AOA  | ---  | Aérodrome d'Aroa                                      | Aroa, Province centrale, Papouasie-Nouvelle-Guinée         |
| AOB  | ---  | Aérodrome d'Annanberg                                 | Annanberg, Madang, Papouasie-Nouvelle-Guinée               |
| AOC  | EDAC | Aéroport de Leipzig-Altenbourg (en)                   | Altenbourg, Thuringe, Allemagne                            |
| AOD  | ---  | Aéroport d'Aboudeïa (en)                              | Aboudeïa, Salamat, Tchad                                   |
| AOE  | LTBY | Aéroport Anadolu                                      | Eskişehir, Province d'Eskişehir, Turquie                   |
| AOG  | ZYAS | Aéroport d'Anshan-Teng'ao (en)                        | Anshan, Liaoning, Chine                                    |
| AOH  | KAOH | Aéroport de Lima-Allen County (en)                    | Lima, Ohio, États-Unis                                     |
| AOI  | LIPY | Aéroport d'Ancône-Falconara                           | Ancône, Marches, Italie                                    |
| AOJ  | RJSA | Aéroport d'Aomori                                     | Aomori, Préfecture d'Aomori, Japon                         |
| AOK  | LGKP | Aéroport de l'île de Karpathos                        | Karpathos, Égée-Méridionale, Grèce                         |
| AOL  | SARL | Aéroport de Paso de los Libres (en)                   | Paso de los Libres, Corrientes, Argentine                  |
| AOM  | OOAD | Aéroport d'Adam                                       | Adam, Ad-Dākhilīyah, Oman                                  |
| AON  | ---  | Aérodrome d'Arona                                     | Arona, Hautes-Terres orientales, Papouasie-Nouvelle-Guinée |
| AOO  | KAOO | Aéroport d'Altoona-Blair County (en)                  | Altoona, Pennsylvanie, États-Unis                          |
| AOP  | SPAS | Aéroport Alférez FAP Alfredo Vladimir Sara Bauer (en) | Andoas (en), Loreto, Pérou                                 |
| AOR  | WMKA | Aéroport Sultan Abdul Halim                           | Alor Setar, Kedah, Malaisie                                |
| AOS  | ---  | Hydroaérodrome d'Amook Bay (en)                       | Amook Bay, Alaska, États-Unis                              |
| AOT  | LIMW | Aéroport de la Vallée d'Aoste                         | Aoste, Vallée d'Aoste, Italie                              |
| AOU  | VLAP | Aéroport d'Attapeu (en)                               | Attapeu, Province d'Attapeu, Laos                          |

## AP
| AITA | OACI | Aéroport                                      | Lieu                                                   |
| ---- | ---- | --------------------------------------------- | ------------------------------------------------------ |
| APA  | KAPA | Centennial Airport                            | Dove Valley (en), Colorado, États-Unis                 |
| APB  | SLAP | Aéroport d'Apolo (en)                         | Apolo, La Paz, Bolivie                                 |
| APC  | KAPC | Aéroport du comté de Napa (en)                | Napa, Californie, États-Unis                           |
| APF  | KAPF | Aéroport municipal de Naples                  | Naples, Floride, États-Unis                            |
| APG  | KAPG | Aérodrome militaire Phillips (en)             | Aberdeen Proving Ground, Maryland, États-Unis          |
| APH  | KAPH | Aérodrome militaire A.P. Hill (en)            | Fort A.P. Hill, Virginie, États-Unis                   |
| API  | SKAP | Base aérienne Captain Luis F. Gómez Niño (en) | Apiay, Meta, Colombie                                  |
| APK  | NTGD | Aérodrome d'Apataki                           | Apataki, Polynésie française, France                   |
| APL  | FQNP | Aérodrome de Nampula                          | Nampula, Province de Nampula, Mozambique               |
| APN  | KAPN | Aéroport régional du comté d'Alpena           | Alpena, Michigan, États-Unis                           |
| APO  | SKLC | Aéroport Antonio Roldán Betancourt (en)       | Apartadó, Antioquia, Colombie                          |
| APP  | ---  | Aérodrome d'Asapa                             | Asapa, Province nord, Papouasie-Nouvelle-Guinée        |
| APQ  | SNAL | Aéroport d'Arapiraca (sv)                     | Arapiraca, Alagoas, Brésil                             |
| APR  | AYPE | Aérodrome d'April River                       | April River, Sepik oriental, Papouasie-Nouvelle-Guinée |
| APS  | SWNS | Aéroport d'Anápolis                           | Anápolis, Goiás, Brésil                                |
| APT  | KAPT | Aéroport du comté de Marion (en)              | Jasper, Tennessee, États-Unis                          |
| APU  | SSAP | Aéroport d'Apucarana                          | Apucarana, Paraná, Brésil                              |
| APV  | KAPV | Aéroport d'Apple Valley (en)                  | Apple Valley, Californie, États-Unis                   |
| APW  | NSFA | Aéroport d'Apia                               | Apia, Tuamasaga, Samoa                                 |
| APX  | SSOG | Aéroport d'Arapongas                          | Arapongas, Paraná, Brésil                              |
| APY  | SNAI | Aéroport d'Alto Parnaíba (pt)                 | Alto Parnaíba, Maranhão, Brésil                        |
| APZ  | SAHZ | Aéroport de Zapala (en)                       | Zapala, Neuquén, Argentine                             |

## AQ
| AITA | OACI | Aéroport                            | Lieu                                     |
| ---- | ---- | ----------------------------------- | ---------------------------------------- |
| AQA  | SBAQ | Aéroport d'Araraquara               | Araraquara, São Paulo, Brésil            |
| AQB  | MGQC | Aéroport de Quiché (en)             | Santa Cruz del Quiché, Quiché, Guatemala |
| AQG  | ZSAQ | Aéroport d'Anqing-Tianzhushan (en)  | Anqing, Anhui, Chine                     |
| AQI  | OEPA | Aéroport de Qaisumah                | Qaisumah, Ach-Charqiya, Arabie saoudite  |
| AQJ  | OJAQ | Aéroport international Roi-Hussein  | Aqaba, Gouvernorat d'Aqaba, Jordanie     |
| AQM  | SWNI | Aéroport d'Ariquemes-Nova Vida (pt) | Ariquemes, Rondônia, Brésil              |
| AQP  | SPQU | Aéroport Rodriguez Ballon           | Arequipa, Région d'Arequipa, Pérou       |
| AQS  | ---  | Hydroaérodrome de Saqani (sv)       | Saqani, Division septentrionale, Fidji   |
| AQY  | ---  | Aéroport de Girdwood (en)           | Girdwood, Alaska, États-Unis             |

## AR
| AITA | OACI | Aéroport                               | Lieu                                                 |
| ---- | ---- | -------------------------------------- | ---------------------------------------------------- |
| ARA  | KARA | Aéroport régional Acadiana (en)        | La Nouvelle-Ibérie, Louisiane, États-Unis            |
| ARB  | KARB | Aéroport municipal d'Ann Arbor (en)    | Ann Arbor, Michigan, États-Unis                      |
| ARC  | PARC | Aéroport d'Arctic Village (en)         | Arctic Village, Alaska, États-Unis                   |
| ARD  | WATM | Aéroport d'Alor (en)                   | Alor, Petites îles de la Sonde orientales, Indonésie |
| ARE  | TJAB | Aéroport Antonio Juarbe Pol (en)       | Arecibo, Porto Rico, États-Unis                      |
| ARF  | ---  | Aéroport d'Acaricuara (sv)             | Acaricuara, Vaupés, Colombie                         |
| ARG  | KARG | Aéroport régional de Walnut Ridge (en) | Walnut Ridge, Arkansas, États-Unis                   |
| ARH  | ULAA | Aéroport Talagi                        | Arkhangelsk, Oblast d'Arkhangelsk, Russie            |
| ARI  | SCAR | Aéroport d'Arica Chacalluta            | Arica, Région d'Arica et Parinacota, Chili           |
| ARJ  | WAJA | Aéroport d'Arso (en)                   | Arso, Province de Papouasie, Indonésie               |
| ARK  | HTAR | Aéroport d'Arusha                      | Arusha, Région d'Arusha, Tanzanie                    |
| ARL  | DFER | Aéroport d'Arly (en)                   | Réserve totale de faune d'Arly, Est, Burkina Faso    |
| ARM  | YARM | Aéroport d'Armidale (en)               | Armidale, Nouvelle-Galles du Sud, Australie          |
| ARN  | ESSA | Aéroport de Stockholm-Arlanda          | Stockholm, Comté de Stockholm, Suède                 |
| ARO  | ---  | Aéroport d'Arboletes                   | Arboletes, Antioquia, Colombie                       |
| ARP  | ---  | Aérodrome d'Aragip                     | Aragip, Baie de Milne, Papouasie-Nouvelle-Guinée     |
| ARQ  | SKAT | Aéroport El Troncal (en)               | Arauquita, Arauca, Colombie                          |
| ARR  | SAVR | Aéroport d'Alto Río Senguer (en)       | Alto Río Senguer, Chubut, Argentine                  |
| ARS  | SWEC | Aéroport d'Aragarças                   | Aragarças, Goiás, Brésil                             |
| ART  | KART | Aéroport de Watertown                  | Watertown, New York, États-Unis                      |
| ARU  | SBAU | Aéroport d'Araçatuba                   | Araçatuba, São Paulo, Brésil                         |
| ARV  | KARV | Aéroport Lakeland (en)                 | Minocqua (en), Wisconsin, États-Unis                 |
| ARW  | LRAR | Aéroport international d'Arad (en)     | Arad, Județ d'Arad, Roumanie                         |
| ARY  | YARA | Aéroport d'Ararat (en)                 | Ararat, Victoria, Australie                          |
| ARZ  | FNZE | Aéroport de N'Zeto (en)                | N'Zeto, Province de Zaïre, Angola                    |

## AS
| AITA | OACI | Aéroport                                  | Lieu |
| ---- | ---- | ----------------------------------------- | --- |
| ASA  | HHSB | Aéroport international d'Assab (en)       | Assab, Debub-Keih-Bahri, Érythrée                                                                                 |
| ASB  | UTAA | Aéroport d'Achgabat                       | Achgabat, Turkménistan                                                                                            |
| ASC  | SLAS | Aéroport d'Ascensión de Guarayos (en)     | Ascensión de Guarayos, Santa Cruz, Bolivie                                                                        |
| ASD  | MYAF | Aéroport international d'Andros Town (en) | Andros Town, North Andros, Bahamas                                                                                |
| ASE  | KASE | Aéroport d'Aspen                          | Aspen, Colorado, États-Unis                                                                                       |
| ASF  | URWA | Aéroport Narimanovo                       | Astrakhan, Oblast d'Astrakhan, Russie                                                                             |
| ASG  | NZAS | Aérodrome d'Ashburton (en)                | Ashburton, Canterbury, Nouvelle-Zélande                                                                           |
| ASH  | KASH | Aéroport de Nashua (en)                   | Nashua, New Hampshire, États-Unis                                                                                 |
| ASI  | FHAW | RAF Ascension Island                      | Île de l'Ascension, Sainte-Hélène, Ascension et Tristan da Cunha, Territoire britannique d'outre-mer, Royaume-Uni |
| ASJ  | RJKA | Aéroport d'Amami                          | Amami Ō-shima, Kagoshima, Japon                                                                                   |
| ASK  | DIYO | Aéroport international de Yamoussoukro    | Yamoussoukro, Côte d'Ivoire                                                                                       |
| ASL  | KASL | Aéroport du comté de Harrison (en)        | Marshall, Texas, États-Unis                                                                                       |
| ASM  | HHAS | Aéroport international d'Asmara           | Asmara, Maekel, Érythrée                                                                                          |
| ASN  | KASN | Aéroport municipal de Talladega (en)      | Talladega, Alabama, États-Unis                                                                                    |
| ASO  | HASO | Aéroport d'Asosa                          | Asosa, Benishangul-Gumuz, Éthiopie                                                                                |
| ASP  | YBAS | Aéroport d'Alice Springs                  | Alice Springs, Territoire du Nord, Australie                                                                      |
| ASQ  | KTMT | Aéroport d'Austin, Nevada (en)            | Austin, Nevada, États-Unis                                                                                        |
| ASR  | LTAU | Aéroport international de Kayseri-Erkilet | Kayseri, Province de Kayseri, Turquie                                                                             |
| ASS  | ---  | Arathusa Safari Lodge Airport (d)         | Réserve de chasse de Sabi Sand (en), Mpumalanga, Afrique du Sud                                                   |
| AST  | KAST | Aéroport régional d'Astoria               | Astoria, Oregon, États-Unis                                                                                       |
| ASU  | SGAS | Aéroport international Silvio Pettirossi  | Asuncion, Département Central, Paraguay                                                                           |
| ASV  | HKAM | Aéroport Amboseli (en)                    | Parc national d'Amboseli, Kajiado, Kenya                                                                          |
| ASW  | HESN | Aéroport d'Assouan                        | Assouan, Gouvernorat d'Assouan, Égypte                                                                            |
| ASX  | KASX | Aéroport John F. Kennedy Memorial (en)    | Ashland, Wisconsin, États-Unis                                                                                    |
| ASY  | KASY | Aéroport municipal d'Ashley (en)          | Ashley, Dakota du Nord, États-Unis                                                                                |
| ASZ  | ---  | Aérodrome d'Asirim                        | Asirim, Nouvelle-Bretagne occidentale Papouasie-Nouvelle-Guinée                                                   |

## AT
| AITA | OACI | Aéroport                                               | Lieu                                                   |
| ---- | ---- | ------------------------------------------------------ | ------------------------------------------------------ |
| ATA  | SPHZ | Aéroport Comandante FAP Germán Arias Graziani (en)     | Huaraz, Ancash, Pérou                                  |
| ATB  | HSAT | Aéroport d'Atbara (en)                                 | Atbara, Nil, Soudan                                    |
| ATC  | MYCA | Aéroport d'Arthur's Town (en)                          | Arthur's Town, Île Cat, Bahamas                        |
| ATD  | AGAT | Aéroport Uru Harbour (en)                              | Atoifi, Malaita, Îles Salomon                          |
| ATE  | ---  | Aéroport municipal d'Antlers (en)                      | Antlers, Oklahoma, États-Unis                          |
| ATF  | SEAM | Aéroport Chachoan (en)                                 | Ambato, Tungurahua, Équateur                           |
| ATG  | OPMS | PAF Base Minhas (en)                                   | Attock, Pendjab, Pakistan                              |
| ATH  | LGAV | Aéroport international d'Athènes Elefthérios-Venizélos | Athènes, Attique, Grèce                                |
| ATI  | SUAG | Aéroport d'Artigas (en)                                | Artigas, Département d'Artigas, Uruguay                |
| ATJ  | FMME | Aéroport d'Antsirabe                                   | Antsirabe, Vakinankaratra, Madagascar                  |
| ATK  | PATQ | Aéroport d'Atqasuk-Edward Burnell Sr. Memorial (en)    | Atqasuk, Alaska, États-Unis                            |
| ATL  | KATL | Aéroport international Hartsfield-Jackson d'Atlanta    | Atlanta, Géorgie, États-Unis                           |
| ATM  | SBHT | Aéroport d'Altamira                                    | Altamira, Pará, Brésil                                 |
| ATN  | AYNX | Aéroport de Namatanai (en)                             | Namatanai, Nouvelle-Irlande, Papouasie-Nouvelle-Guinée |
| ATO  | KUNI | Aéroport Gordon K. Bush (en)                           | Université de l'Ohio, Ohio, États-Unis                 |
| ATP  | AYAI | Aéroport d'Aitape (en)                                 | Aitape, Sandaun, Papouasie-Nouvelle-Guinée             |
| ATQ  | VIAR | Aéroport international de Raja Sansi                   | Amritsar, Pendjab, Inde                                |
| ATR  | GQPA | Aéroport international d'Atâr                          | Atar, Adrar, Mauritanie                                |
| ATS  | KATS | Aéroport municipal d'Artesia (en)                      | Artesia, Nouveau-Mexique, États-Unis                   |
| ATT  | ---  | Aéroport d'Atmautluak (en)                             | Atmautluak, Alaska, États-Unis                         |
| ATU  | PAAT | Casco Cove Coast Guard Station                         | Attu, Alaska, États-Unis                               |
| ATV  | FTTI | Aéroport d'Ati                                         | Ati, Batha, Tchad                                      |
| ATW  | KATW | Aéroport international d'Appleton                      | Appleton, Wisconsin, États-Unis                        |
| ATX  | ---  | Aéroport d'Atbassar (en)                               | Atbassar, Aqmola, Kazakhstan                           |
| ATY  | KATY | Aéroport régional de Watertown (en)                    | Watertown, Dakota du Sud, États-Unis                   |
| ATZ  | HEAT | Aéroport d'Assiout                                     | Assiout, Gouvernorat d'Assiout, Égypte                 |

## AU
| AITA | OACI | Aéroport                                   | Lieu                                                           |
| ---- | ---- | ------------------------------------------ | -------------------------------------------------------------- |
| AUA  | TNCA | Aéroport international Reine-Beatrix       | Oranjestad, Aruba, Pays-Bas                                    |
| AUC  | SKUC | Aéroport Santiago Pérez Quiroz             | Arauca, Département d'Arauca, Colombie                         |
| AUD  | YAGD | Aérodrome d'Augustus Downs (sv)            | Augustus Downs Station (en), Queensland, Australie             |
| AUE  | ---  | Aéroport d'Abou Redis (en)                 | Abou Redis (en), Sinaï Sud, Égypte                             |
| AUF  | LFLA | Aéroport d'Auxerre - Branches              | Auxerre, Bourgogne-Franche-Comté, France                       |
| AUG  | KAUG | Aéroport d'Augusta-State (en)              | Augusta, Maine, États-Unis                                     |
| AUH  | OMAA | Aéroport international d'Abou Dabi         | Abou Dabi, Émirat d'Abou Dabi, Émirats arabes unis             |
| AUI  | AYND | Aérodrome d'Aua                            | Aua, Manus, Papouasie-Nouvelle-Guinée                          |
| AUJ  | AYAT | Aérodrome d'Ambunti                        | Ambunti (en), Sepik oriental, Papouasie-Nouvelle-Guinée        |
| AUK  | PAUK | Aéroport d'Alakanuk (en)                   | Alakanuk, Alaska, États-Unis                                   |
| AUL  | ---  | Aéroport d'Aur (en)                        | Aur, Îles Marshall                                             |
| AUM  | KAUM | Aéroport municipal d'Austin                | Austin, Minnesota, États-Unis                                  |
| AUN  | KAUN | Aéroport municipal d'Auburn (en)           | Auburn, Californie, États-Unis                                 |
| AUO  | KAUO | Aéroport régional d'Auburn-Université (en) | Auburn, Alabama, États-Unis                                    |
| AUP  | AYAG | Aéroport d'Agaun (en)                      | Agaun, Province centrale, Papouasie-Nouvelle-Guinée            |
| AUQ  | NTMN | Aérodrome de Hiva Oa                       | Hiva Oa, Polynésie française, France                           |
| AUR  | LFLW | Aéroport d'Aurillac                        | Aurillac, Auvergne-Rhône-Alpes, France                         |
| AUS  | KAUS | Aéroport international Austin-Bergstrom    | Austin, Texas, États-Unis                                      |
| AUT  | WPAT | Aérodrome d'Atauro                         | Atauro, Dili, Timor oriental                                   |
| AUU  | YAUR | Aéroport d'Aurukun (en)                    | Aurukun (en), Queensland, Australie                            |
| AUV  | AYUM | Aérodrome d'Aumo                           | Aumo, Nouvelle-Bretagne occidentale, Papouasie-Nouvelle-Guinée |
| AUW  | KAUW | Aéroport de Wausau-Downtown (en)           | Wausau, Wisconsin, États-Unis                                  |
| AUX  | SWGN | Aéroport d'Araguaína                       | Araguaína, Tocantins, Brésil                                   |
| AUY  | NVVA | Aéroport d'Anatom                          | Anatom, Taféa, Vanuatu                                         |
| AUZ  | KARR | Aéroport municipal d'Aurora                | Aurora, Illinois, États-Unis                                   |

## AV
| AITA | OACI | Aéroport                                        | Lieu                                             |
| ---- | ---- | ----------------------------------------------- | ------------------------------------------------ |
| AVA  | ZUAS | Aéroport d'Anshun-Huangguoshu (en)              | Anshun, Guizhou, Chine                           |
| AVB  | LIPA | Aviano Air Base                                 | Aviano, Frioul-Vénétie Julienne, Italie          |
| AVG  | YAUV | Aérodrome d'Auvergne (sv)                       | Auvergne Station, Territoire du Nord, Australie  |
| AVI  | MUCA | Aéroport Máximo-Gómez (en)                      | Ciego de Ávila, Province de Ciego de Ávila, Cuba |
| AVK  | ZMAH | Aéroport d'Arvayheer (en)                       | Arvayheer, Övörkhangai, Mongolie                 |
| AVL  | KAVL | Aéroport régional d'Asheville                   | Asheville, Caroline du Nord, États-Unis          |
| AVN  | LFMV | Aéroport d'Avignon-Provence                     | Avignon, Provence-Alpes-Côte d'Azur, France      |
| AVO  | KAVO | Avon Park Air Force Range                       | Avon Park, Floride, États-Unis                   |
| AVP  | KAVP | Aéroport international de Wilkes-Barre/Scranton | Wilkes-Barre, Pennsylvanie, États-Unis           |
| AVR  | LPAR | Base aérienne d'Alverca (de)                    | Alverca do Ribatejo, Lisbonne, Portugal          |
| AVU  | AGGJ | Aéroport d'Avu Avu (ms)                         | Avu Avu, Guadalcanal, Îles Salomon               |
| AVV  | YMAV | Aéroport d'Avalon                               | Avalon (en), Victoria, Australie                 |
| AVW  | KAVQ | Aéroport régional de Marana (en)                | Marana, Arizona, États-Unis                      |
| AVX  | KAVX | Aéroport de Catalina (en)                       | Île Santa Catalina, Californie, États-Unis       |

## AW
| AITA | OACI | Aéroport                                | Lieu                                                                |
| ---- | ---- | --------------------------------------- | ------------------------------------------------------------------- |
| AWA  | HALA | Aéroport d'Awasa (en)                   | Awasa, Région des nations, nationalités et peuples du Sud, Éthiopie |
| AWB  | AYAW | Aéroport d'Awaba (en)                   | Awaba, Province de l'Ouest, Papouasie-Nouvelle-Guinée               |
| AWD  | NVVB | Aéroport d'Aniwa (en)                   | Aniwa, Taféa, Vanuatu                                               |
| AWE  | ---  | Aéroport d'Alowe                        | Alowe, Ogooué-Maritime, Gabon                                       |
| AWK  | PWAK | Aérodrome de Wake (en)                  | Wake, Îles mineures éloignées des États-Unis, États-Unis            |
| AWM  | KAWM | Aéroport municipal de West Memphis (en) | West Memphis, Arkansas, États-Unis                                  |
| AWN  | ---  | Aérodrome d'Alton Downs                 | Alton Downs Station (en), Australie-Méridionale, Australie          |
| AWP  | ---  | Aérodrome d'Austral Downs (sv)          | Austral Downs Station (en), Territoire du Nord, Australie           |
| AWR  | ---  | Aérodrome d'Awar                        | Awar (en), Madang, Papouasie-Nouvelle-Guinée                        |
| AWZ  | OIAW | Aéroport d'Ahvaz                        | Ahvaz, Khouzistan, Iran                                             |

## AX
| AITA | OACI | Aéroport                                         | Lieu                                                                  |
| ---- | ---- | ------------------------------------------------ | --------------------------------------------------------------------- |
| AXA  | TQPF | Aéroport international Clayton J. Llyod          | The Valley, Anguilla, Territoire britannique d'outre-mer, Royaume-Uni |
| AXB  | ---  | Aérodrome Maxson (en)                            | Alexandria Bay, New York, États-Unis                                  |
| AXC  | YAMC | Aérodrome d'Aramac                               | Aramac, Queensland, Australie                                         |
| AXD  | LGAL | Aéroport d'Alexandroúpoli                        | Alexandroúpoli, Macédoine-Orientale-et-Thrace, Grèce                  |
| AXE  | SSXX | Aéroport de Xanxerê (pt)                         | Xanxerê, Santa Catarina, Brésil                                       |
| AXF  | ZBAL | Aéroport de Bannière gauche d'Alxa-Bayanhot (en) | Bannière gauche d'Alxa, Mongolie-Intérieure, Chine                    |
| AXG  | KAXA | Aéroport municipal d'Algona                      | Algona, Iowa, États-Unis                                              |
| AXJ  | RJDA | Aérodrome d'Amakusa (en)                         | Amakusa, Kumamoto, Japon                                              |
| AXK  | OYAT | Aéroport d'Ataq (en)                             | Ataq, Chabwa, Yémen                                                   |
| AXL  | ---  | Aérodrome d'Alexandria Station                   | Alexandria Station (en), Territoire du Nord, Australie                |
| AXM  | SKAR | Aéroport international El Edén                   | Armenia, Quindío, Colombie                                            |
| AXN  | KAXN | Aéroport municipal d'Alexandria (en)             | Alexandria, Minnesota, États-Unis                                     |
| AXP  | MYAP | Aéroport de Spring Point (en)                    | Spring Point, Acklins, Bahamas                                        |
| AXR  | NTGU | Aérodrome d'Arutua                               | Arutua, Polynésie française, France                                   |
| AXS  | KAXS | Aéroport régional d'Altus/Quartz Mountain (en)   | Altus, Oklahoma, États-Unis                                           |
| AXT  | RJSK | Aéroport d'Akita                                 | Akita, Préfecture d'Akita, Japon                                      |
| AXU  | HAAX | Aéroport d'Aksoum                                | Aksoum, Tigré, Éthiopie                                               |
| AXV  | KAXV | Aéroport Neil Armstrong                          | Wapakoneta, Ohio, États-Unis                                          |
| AXX  | KAXX | Aéroport d'Angel Fire                            | Angel Fire, Nouveau-Mexique, États-Unis                               |

## AY
| AITA | OACI | Aéroport                                          | Lieu                                                             |
| ---- | ---- | ------------------------------------------------- | ---------------------------------------------------------------- |
| AYA  | ---  | Aéroport d'Ayapel (en)                            | Ayapel, Córdoba, Colombie                                        |
| AYC  | ---  | Aéroport d'Ayacucho (ms)                          | Ayacucho, Cesar, Colombie                                        |
| AYD  | ---  | Aéroport d'Alroy Downs (sv)                       | Alroy Downs (en), Territoire du Nord, Australie                  |
| AYG  | SKYA | Aéroport Yaguará (sv)                             | San Vicente del Caguán, Caquetá, Colombie                        |
| AYI  | ---  | Aéroport de Yari                                  | Yari, Colombie                                                   |
| AYK  | UAUR | Aéroport d'Arkalyk                                | Arkalyk, Kostanaï, Kazakhstan                                    |
| AYL  | ---  | Aérodrome d'Anthony Lagoon (sv)                   | Anthony Lagoon (en), Territoire du Nord, Australie               |
| AYM  | ---  | Hydroaérodrome de l'île de Yas                    | Île de Yas, Abou Dabi, Émirats arabes unis                       |
| AYN  | ZHAY | Aéroport d'Anyang (en)                            | Anyang, Henan, Chine                                             |
| AYO  | SGAY | Aéroport Juan-de-Ayolas (en)                      | Ayolas (en), Misiones, Paraguay                                  |
| AYP  | SPHO | Aéroport Coronel FAP Alfredo Mendívil Duarte (en) | Ayacucho, Région d'Ayacucho, Pérou                               |
| AYQ  | YAYE | Aéroport d'Ayers Rock                             | Yulara, Territoire du Nord, Australie                            |
| AYR  | YAYR | Aéroport d'Ayr (sv)                               | Ayr, Queensland, Australie                                       |
| AYS  | KAYS | Aéroport de Waycross-Comté de Ware (en)           | Waycross, Géorgie, États-Unis                                    |
| AYT  | LTAI | Aéroport d'Antalya                                | Antalya, Province d'Antalya, Turquie                             |
| AYU  | AYAY | Aéroport d'Aiyura (en)                            | Aiyura (en), Hautes-Terres orientales, Papouasie-Nouvelle-Guinée |
| AYW  | WASA | Aéroport d'Ayawasi (en)                           | Ayawasi, Province de Papouasie, Indonésie                        |
| AYY  | ---  | Hydroaérodrome d'Arugam Bay                       | Pottuvil (en), Province de l'Est, Sri Lanka                      |

## AZ
| AITA | OACI | Aéroport                                                | Lieu                                                     |
| ---- | ---- | ------------------------------------------------------- | -------------------------------------------------------- |
| AZA  | KIWA | Aéroport de Phoenix-Mesa-Gateway                        | Phoenix, Arizona, États-Unis                             |
| AZB  | ---  | Aérodrome d'Amazon Bay                                  | Amazon Bay, Province centrale, Papouasie-Nouvelle-Guinée |
| AZD  | OIYY | Aéroport de Yazd                                        | Yazd, Province de Yazd, Iran                             |
| AZG  | ---  | Aéroport Pablo L. Sidar (sv)                            | Apatzingán, Michoacán, Mexique                           |
| AZI  | OMAD | Aéroport Al Bateen Executive (en)                       | Abou Dabi, Émirat d'Abou Dabi, Émirats arabes unis       |
| AZL  | SWTU | Aérodrome de Fazenda Tucunare (ms)                      | Sapezal, Mato Grosso, Brésil                             |
| AZN  | UTKA | Aéroport d'Andijan                                      | Andijan, Province d'Andijan, Ouzbékistan                 |
| AZO  | KAZO | Aéroport international Kalamazoo/Battle Creek (en)      | Kalamazoo, Michigan, États-Unis                          |
| AZP  | MMJC | Aéroport Jorge Jiménez Cantú National                   | Ciudad López Mateos, État de Mexico, Mexique             |
| AZR  | DAUA | Aéroport d'Adrar - Touat - Cheikh Sidi Mohamed Belkebir | Adrar, Wilaya d'Adrar, Algérie                           |
| AZS  | MDCY | Aéroport international El Catey                         | Santa Bárbara de Samaná, Samaná, République dominicaine  |
| AZT  | ---  | Aérodrome de Zapatoca                                   | Zapatoca, Santander, Colombie                            |
| AZZ  | FNAM | Aéroport d'Ambriz (en)                                  | Ambriz, Bengo, Angola                                    |